# Bane NOR

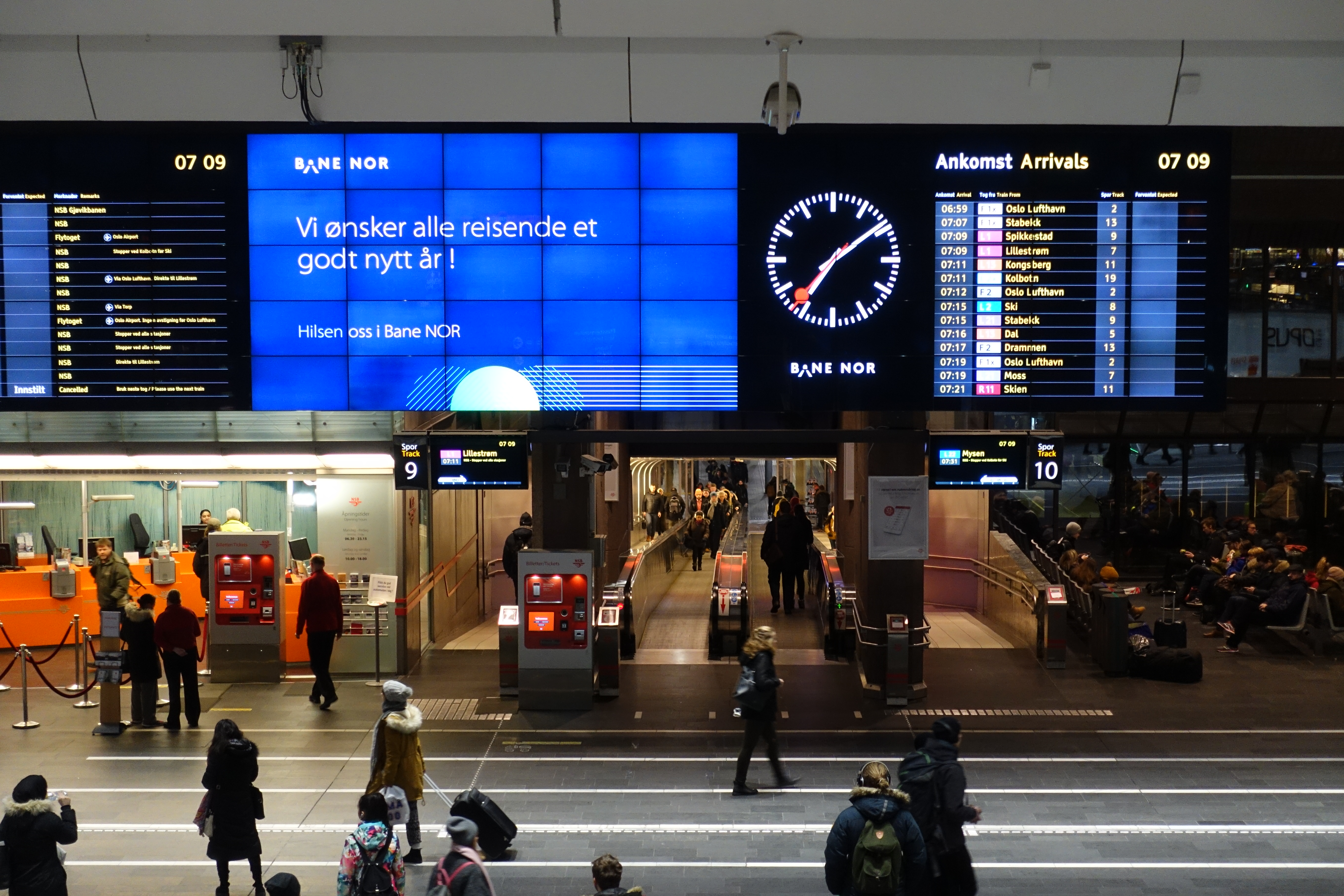
Bane NOR zdraví cestující (světelná tabule ve stanici Oslo S)

Bane NOR SF je norská státní společnost, která je odpovědná za norskou železniční infrastrukturu. Sídlo společnosti je v Hamaru.

## Historie
Společnost vznikla 1. ledna 2017 v důsledku železniční reformy, prosazené norskou vládou v roce 2015. Původně byla za správu norské železniční sítě odpovědná organizace Jernbaneverket. Bane NOR převzal od Jernbaneverket provozování dráhy a údržbu železniční infrastruktury. Společnost rovněž převzala od státních drah NSB správce nemovitostí Rom Eiendom, aby mohl být zahájen proces soutěží na provozování osobních vlaků.